# Giovanni II Casimiro di Polonia
Giovanni II Casimiro Vasa (polacco: Jan II Kazimierz Waza; tedesco: Johann II. Kasimir Wasa; lituano: Jonas Kazimieras Vaza; Cracovia, 22 marzo 1609 – Nevers, 16 dicembre 1672) fu re di Polonia dal 1648 al 1668 e Granduca di Lituania. Durante il suo regno la Polonia perse gran parte del suo territorio combattendo contro il Regno russo, l'Impero svedese, i Tartari e l'Ucraina, dando comunque a tratti prova di patriottismo e di attaccamento alla patria.
Gli intrighi orditi alle sue spalle da importanti personaggi politici e persino da sua moglie per favorire l'ascesa del duca di Enghien al trono polacco, avviarono una serie di rivolte, inclusa la ribellione guidata da Jerzy Sebastian Lubomirski. Giovanni Casimiro venne costretto ad abdicare il 16 settembre 1668 a Varsavia. L'anno successivo si ritirò in Francia dove venne ospitato da Luigi XIV alla sua corte.

## Biografia

### I primi anni e l'ascesa al potere

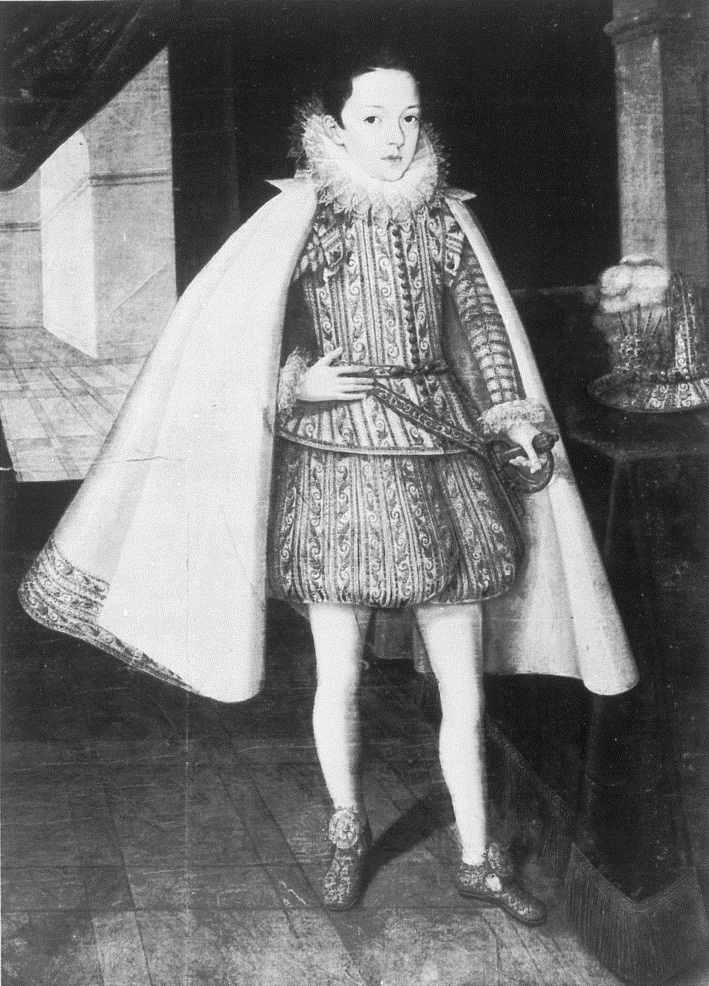
Il giovane principe Giovanni Casimiro di Polonia in un ritratto del 1619 circa

Secondo figlio di Sigismondo III Vasa e dell'arciduchessa Costanza d'Asburgo, Giovanni Casimiro nacque a Cracovia nel 1609. Suo padre era nipote di re Gustavo I di Svezia, motivo per cui sia lui che suo fratello reclamarono il trono svedese per sé in unione con quello polacco, innescando la guerra polacco-svedese. Sua madre, Costanza d'Austria, era figlia dell'arciduca Carlo II d'Austria e di Maria Anna di Baviera.
Giovanni Casimiro rimase per la maggior parte della sua vita perlopiù in ombra del fratello, Ladislao IV di Polonia, pur vantando alcuni amici tra la nobiltà polacca. Schivo e riservato, divise il tempo della propria giovinezza tra feste sfrenate e contemplazione religiosa, negandosi alla politica ben sapendo di non disporre di un potere forte né di una qualche influenza alla corte polacca.
Tra il 1632 ed il 1635, Ladislao IV cercò di sfruttare la figura di suo fratello minore per mantenere una certa influenza in Europa, negoziando per lui dapprima un matrimonio con Cristina di Svezia e poi con una principessa italiana, tentativi rimasti ad ogni modo tutti senza successo. Nel 1637, Giovanni Casimiro venne inviato in missione diplomatica a Vienna, incarico che però egli abbandonò per unirsi all'esercito del Sacro Romano Impero e combattere contro la Francia. Dopo che il reggimento dove militava venne però sconfitto in battaglia, tornò a Vienna dove si diede alla vita di corte per un anno prima di essere infine richiamato in patria.
Nel 1636 fece ritorno in Polonia dove si innamorò della baronessa Guldentern, ma questa unione venne osteggiata dal fratello re dal momento che non era un matrimonio d'alto lignaggio. Per ricompensarlo della delusione d'amore subita, Ladislao tentò di far riconoscere a Giovanni Casimiro il titolo di duca sovrano di Curlandia, ma ottenne solo il veto del parlamento polacco su questo progetto. Offeso da questo trattamento sia da parte del fratello che da parte dei nobili polacchi, Giovanni Casimiro nel 1638 lasciò la Polonia alla volta della Spagna dove gli era stato processo l'incarico di viceré del Portogallo, ma venne arrestato in Francia durante il suo viaggio di andata per ordine del cardinale Richelieu, il quale l'accusò di spionaggio, e rimase prigioniero dei francesi per due anni. Liberato nel febbraio del 1640 su pressione della legazione polacca in Francia guidata dal voivoda di Smolensk, Krzysztof Korwin Gosiewski, in segno di voto abbandonò tutte le sue ambizioni politiche e decise di entrare nella Compagnia di Gesù anche contro il parere del fratello maggiore, portandosi a Loreto per il periodo di noviziato, ma rinunciò a prendere gli ordini religiosi nel giro di un anno dopo essersi consultato con San Giuseppe di Copertino. Pur in mancanza dell'ordinazione sacerdotale, papa Innocenzo X lo nominò cardinale in riconoscimento del suo rango il 28 maggio 1646, ma già nell'ottobre del 1647 Giovanni Casimiro decise di tornare in patria abbandonando la curia romana con la quale era entrato in contrasto per le sue pretese di utilizzare nelle sue insegne araldiche le corone regali e perché si era dichiarato pubblico sostenitore del cardinale Giulio Mazzarino e della sua politica. Sempre nel 1647 morì l'unico figlio maschio del fratello Ladislao e di conseguenza Giovanni Casimiro divenne il primo in linea di successione al trono polacco dopo il sovrano, motivo che lo spinse ufficialmente a rinunciare alla porpora cardinalizia.
Alla morte del fratello re Ladislao IV Vasa, Giovanni Casimiro venne infatti prescelto quale suo successore al trono di Polonia il 20 novembre 1648 dopo sei mesi di deliberazioni, ottenendo 4352 voti da parte dei membri della nobiltà al parlamento polacco. Il 17 gennaio 1649, nella cattedrale del Wawel, venne incoronato re di Polonia dall'arcivescovo di Gniezno e primate di Polonia, Maciej Łubieński. A maggio ottenne una dispensa per sposare la vedova di suo fratello, la principessa Maria Luisa di Gonzaga-Nevers.

### Il regno e le guerre con Svezia e Russia

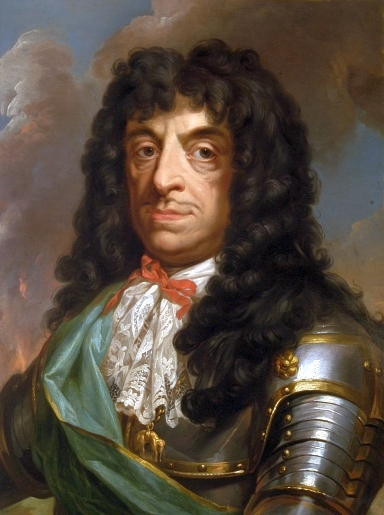
Giovanni II Casimiro in un ritratto di Marcello Bacciarelli del XVIII secolo

Nonostante il suo desiderio di negoziare coi cosacchi ucraini, dovette continuare la lotta sotto le pressioni della nobiltà polacca che voleva ingrandire i propri possedimenti, cercando senza successo di combattere la rivolta di Chmel'nyc'kyj. Vinse la battaglia di Berestečko contro le forze cosacche e tartare (nel giugno 1651), ma i combattimenti ripresero allorché i cosacchi si allearono alla Russia. Nel 1658 cacciò gli antitrinitari, sospettati di slealtà durante le guerre contro la Svezia.
Nel contempo la Svezia invase la Polonia per estendere il suo predominio - economico e confessionale - nel Mar Baltico: si tratta della  Seconda guerra del nord (1655-1660), che entrò nella storia della Polonia con il nome di "Diluvio". A ciò contribuì, ma solo per una parte minoritaria, il fatto che, quando la regina di Svezia Cristina I ebbe abdicato il 16 giugno 1654, Giovanni II aveva avanzato diritti sul trono svedese in quanto pronipote di Gustavo I Vasa ed era pertanto entrato in contrasto di successione con l'altro pretendente, Carlo Gustavo (1622-1660), cugino della ex regina.
Giovanni Casimiro II, grazie al rivolgimento di sorti nel fallito assedio svedese-tedesco del monastero di Jasna Góra nel novembre-dicembre 1655, riuscì a respingere l'invasione della Polonia.  Meno bene gli andò poi con la battaglia di Varsavia avvenuta nel 1656, contro Carlo X di Svezia e il suo alleato Federico Guglielmo I di Brandeburgo. Il 19 settembre 1657 Giovanni Casimiro II sottoscrisse il trattato di Welawa col quale rinunciava alla sovranità sul ducato di Prussia, assorbito dal Brandeburgo. Coil trattato di Oliva (3 maggio 1660) si chiuse la guerra: Giovanni II rinunciò ai suoi diritti sulla corona di Svezia e riconobbe la cessione della Livonia, inclusa la città di Riga, e l'Estonia alla Svezia.
Successivamente le sue armate, comandate da Sobieski, sconfissero i Tartari nel 1661. Allo stesso tempo, in Polonia la regina consorte di Polonia Maria Luisa Gonzaga-Nevers mirava a far eleggere successore del re sul trono polacco (la monarchia era elettiva e comunque loro due non avevano avuto figli), Luigi II di Borbone-Condé, duca di Enghien. Ciò era sostenuto anche economicamente dal re di Francia, Luigi XIV, che avrebbe ovviamente preferito un candidato francese al trono locale. Contro questo progetto si costituì un esercito di aristocratici polacchi guidati dal nobile polacco Jerzy Sebastian Lubomirski che nel 1664 si sollevò in rivolta e il suo comandante, dopo ripetuti richiami, venne accusato dal re d'alto tradimento davanti al parlamento. Quando Lubomirski venne condannato all'esilio, iniziò delle pubbliche azioni di ribellione coi suoi uomini e si scontrò direttamente con le armate del sovrano, protraendo lo scontro per diversi anni.
Nella guerra contro la Russia Giovanni II ebbe ancor minore fortuna dei precedenti conflitti: costretto alla pace di Andrusovo nel 1667, dovette rinunciare ad una vasta parte della Russia occidentale, comprendente la città di Smolensk e della Ucraina, con Kiev fino al Dnepr. La delusione negli anni del suo governo fu tale che spesso le lettere del suo monogramma "Ioannes Casimirus Rex" venivano riportate come "Initium Calamitatis Regni", traducibili con "L'inizio delle disgrazie del Regno".

### Abdicazione e morte

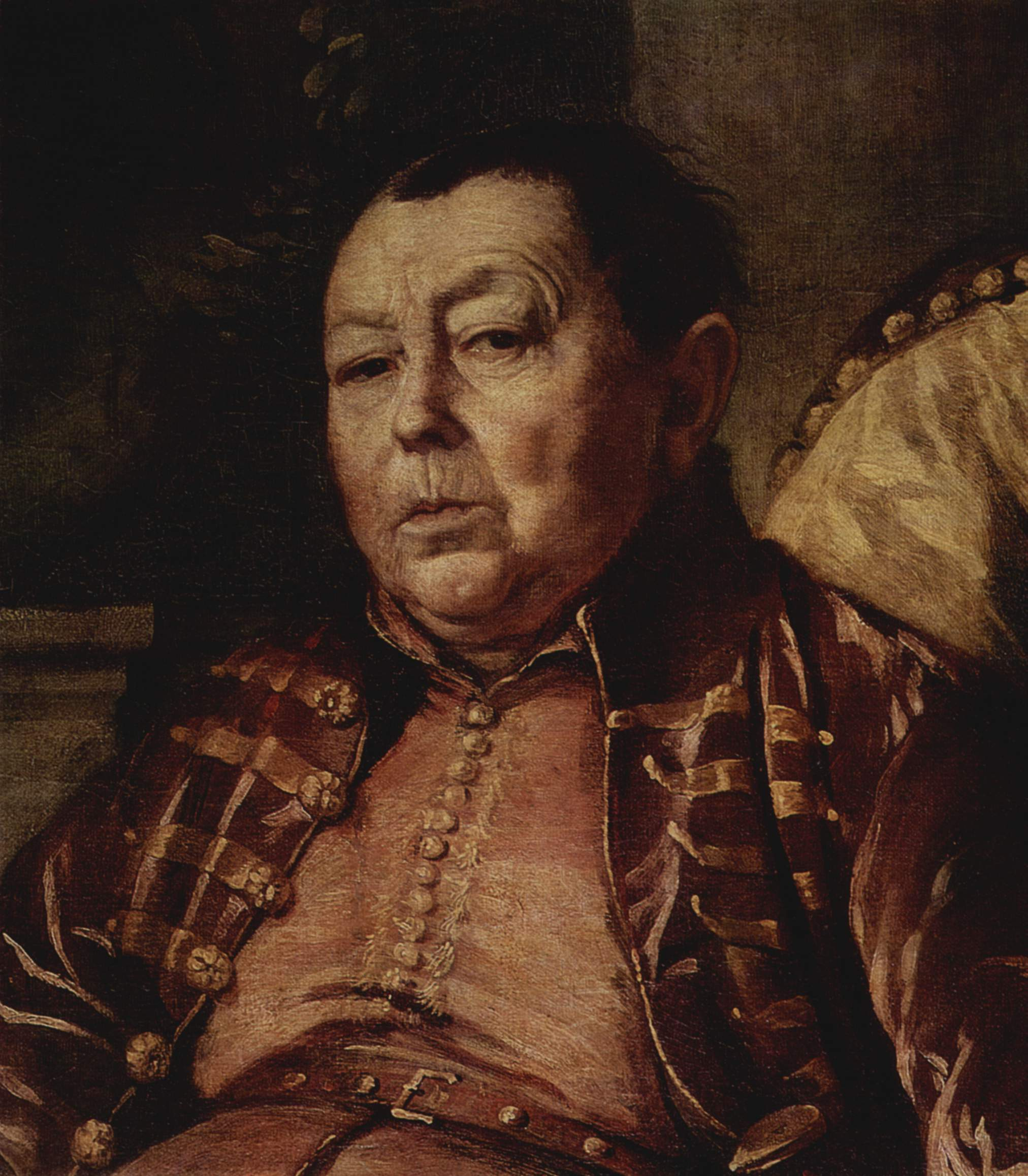
Giovanni II in tarda età, particolare di un ritratto di David Schultz.

Essendogli morta la moglie Maria Luisa nel 1667, e scoraggiato a causa delle guerre e delle rivolte della Dieta, condotte dal principe Jerzy Sebastian Lubomirski, abdicò il 16 settembre 1668, ritirandosi successivamente in Francia, ove divenne abate titolare dell'Abbazia di Saint-Germain-des-Prés e dell'Abbazia di Saint-Martin de Nevers. Il 29 settembre 1669 venne eletto quale nuovo sovrano della Confederazione il principe Michele Korybut.
Nell'autunno del 1672, Giovanni Casimiro intendeva fare ritorno in Polonia ma si ammalò prima di partire e questo gli impedì di proseguire. Venuto a conoscenza dell'assedio degli ottomani alla città di Kamieniec Podolski, questa notizia esacerbò ulteriormente le sue condizioni di salute. Chiese l'aiuto di papa Clemente X per difendere la Polonia dagli ottomani, ma senza successo. Morì il 16 dicembre 1672 a causa di un colpo apoplettico e venne sepolto presso la cattedrale di Wawel a Cracovia. Il suo cuore venne sepolto invece in un'urna presso l'abbazia parigina di Saint-Germain-des-Prés.

## Il giuramento di Lwów

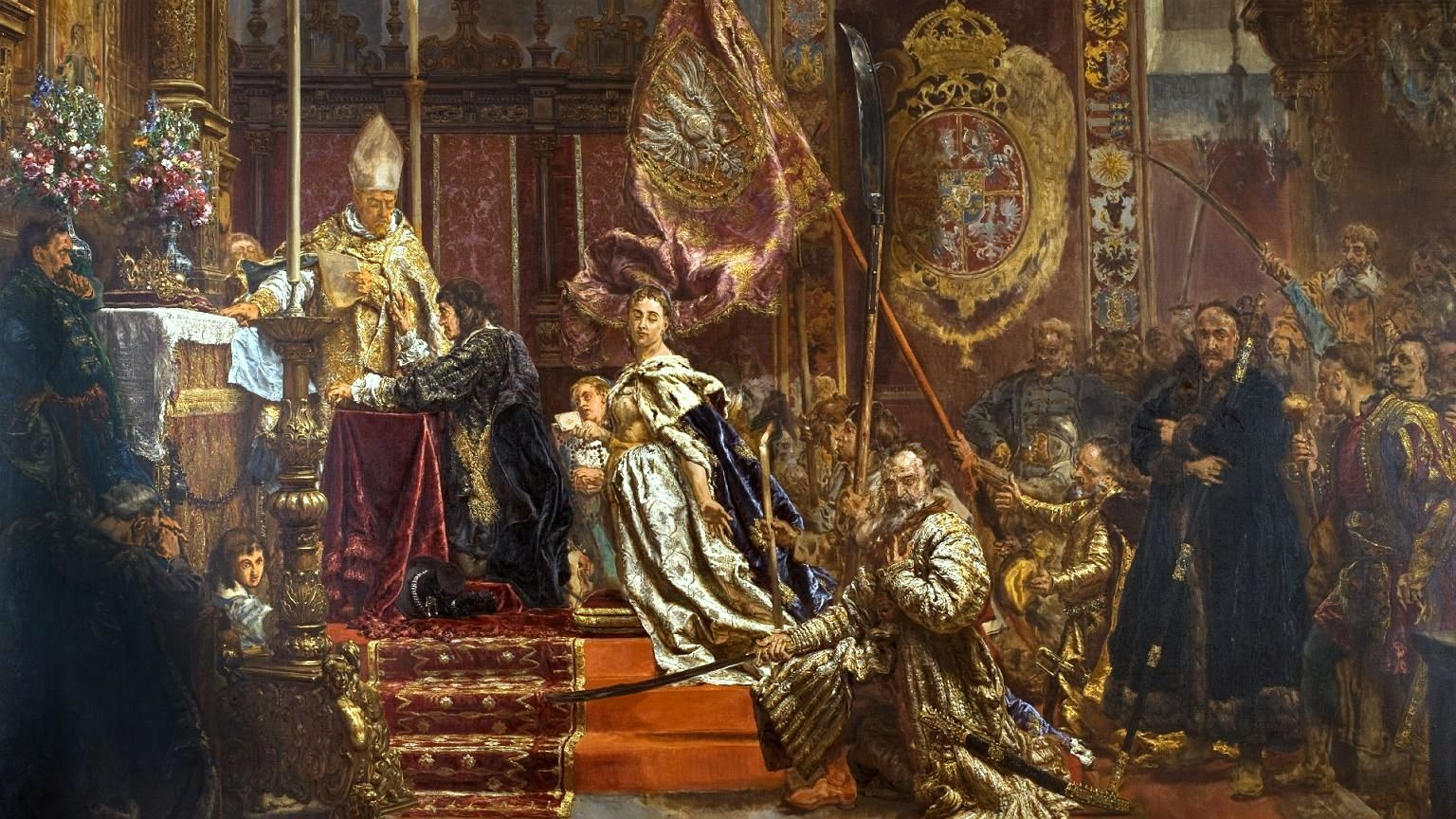
Jan Matejko, Il giuramento di re Giovanni Casimiro, olio su tela, 1893, Museo Nazionale di Cracovia.

Il 1º aprile 1656, nel corso di un'elaborata e grandiosa cerimonia solenne che si tenne alla cattedrale di Lwów, alla presenza del nunzio apostolico monsignor Pietro Vidoni, Giovanni II Casimiro affidò la Confederazione Polacco-Lituana alla protezione della Beata Vergine Maria col titolo di "Regina della Corona polacca e degli altri paesi da essa dipendenti". Egli giurò inoltre di proteggere il suo popolo da ogni imposizione e ingiusto legame. Questo atto è storicamente noto come giuramento di Lwów.
Quando il paese venne occupato quasi interamente dalle armate svedesi e russe, questo voto avrebbe dovuto incitare l'intera nazione, inclusi i contadini, alla rivolta contro gli invasori per la difesa della patria, in particolare perché non solo i russi non erano cattolici, ma ancor più gli svedesi erano protestanti. A suffragare tutto ciò, Giovanni II Casimiro promise di affrancare i contadini dalla servitù della gleba e di ottenere condizioni di vita migliori per loro e come lui giurò anche il vescovo di Cracovia e vice cancelliere della Corona, monsignor Andrzej Trzebicki, a nome dei nobili polacchi della Confederazione.
Ad ogni modo, quando le forze della Confederazione furono riusciti infine a scacciare gli svedesi nel 1657 ed i russi nel 1661, le promesse fatte da Giovanni Casimiro a Lwów, in particolare quelle relative alle condizioni di vita dei contadini, vennero disattese, in gran parte per l'opposizione del sejm che era composto da aristocratici che non intendevano privarsi della servitù della gleba imposta ai loro contadini, temendo che tale provvedimento avrebbe potuto finire per danneggiare i loro interessi economici.

## Patrono delle arti

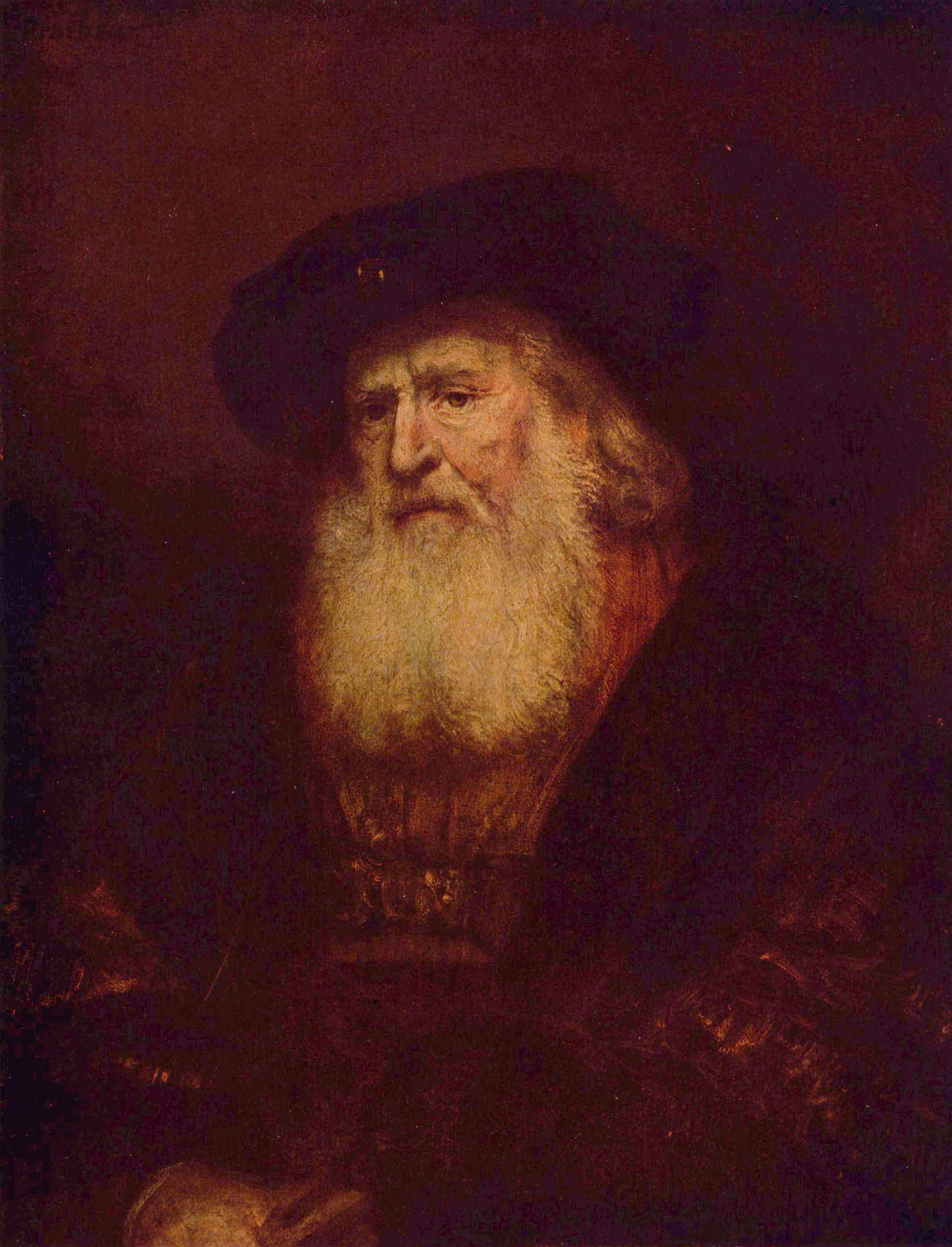
Ritratto di un rabbino di Rembrandt, opera della collezione di Giovanni II Casimiro

La vasta collezione di dipinti, ritratti, porcellani e altri oggetti preziosi appartenenti alla casata dei Vasa venne in gran parte saccheggiata da svedesi e tedeschi del Brandeburgo durante il sacco di Varsavia della metà del Seicento, durante il "Diluvio". Gran parte della collezione venne svenduta a ricchi nobili in tutta Europa.
Giovanni II Casimiro fu un appassionato collezionista di dipinti olandesi e fu patrono del pittore Daniel Schultz. Gran parte dei dipinti del re venne acquisita negli anni '60 del Seicento tramite Hendrick van Uylenburgh, un agente di Amsterdam, e poi di suo figlio Gerrit van Uylenburgh. Tra i dipinti olandesi spiccavano diverse opere di Rembrandt, Rubens, Jordaens, Reni, Guercino, Jan Brueghel il Giovane e Bassano.
Quando Giovanni Casimiro ebbe abdicato al trono polacco-lituano, portò con sé molti dei dipinti di sua proprietà in Francia. Il resto rimase al castello reale di Varsavia e venne saccheggiato durante la grande guerra del nord o passò nel 1720 nelle mani di Augusto II il Forte, elettore di Sassonia, come ad esempio due dipinti di Rembrandt – Ritratto di un rabbino (1657) e Ritratto di un uomo con cappello di perle (1667), attualmente esposti alla Gemäldegalerie Alte Meister di Dresda, in Germania.
Altro importante merito di Giovanni II Casimiro è l'aver fondato, nel 1661, l'Università di Leopoli, la più antica università dell'Ucraina

## Discendenza
Da Maria Luisa di Gonzaga-Nevers ebbe due figli: Maria Anna Teresa (1650-1651) e Giovanni Sigismondo (1652), entrambi morti giovani e dati alla luce da Maria Luisa, quando ella aveva già più di quarant'anni.
Con Giovanni II Casimiro si estinse quindi la dinastia Vasa, ma anche la discendenza della regina Bona Sforza e la genealogia di Santa Brigida di Svezia.

## Ascendenza
|                                    |                            |                            | Genitori                          |  |  | Nonni |  |  | Bisnonni               |  |  | Trisnonni               |  |
|                                    |                            |                            |                                   |  |  |       |  |  | 8. Gustavo I di Svezia |  |  | 16. Erik Johansson Vasa |  |
|                                    |                            |                            |                                   |  |  |       |  |  | 8. Gustavo I di Svezia |  |  | 16. Erik Johansson Vasa |  |
|                                    |                            | 17. Cecilia Månsdotter Eka |                                   |  |  |       |  |  | 8. Gustavo I di Svezia |  |  |                         |  |
| 4. Giovanni III di Svezia          |                            |                            |                                   |  |  |       |  |  | 8. Gustavo I di Svezia |  |  |                         |  |
|                                    |                            | 9. Margherita Leijonhufvud | 18. Erik Abrahamsson Leijonhufvud |  |  |       |  |  |                        |  |  |                         |  |
|                                    |                            | 9. Margherita Leijonhufvud | 18. Erik Abrahamsson Leijonhufvud |  |  |       |  |  |                        |  |  |                         |  |
|                                    |                            | 9. Margherita Leijonhufvud | 19. Ebba Eriksdotter Vasa         |  |  |       |  |  |                        |  |  |                         |  |
| 2. Sigismondo III di Polonia       |                            | 9. Margherita Leijonhufvud |                                   |  |  |       |  |  |                        |  |  |                         |  |
|                                    |                            | 10. Sigismondo I Jagellone | 20. Casimiro IV di Polonia        |  |  |       |  |  |                        |  |  |                         |  |
|                                    |                            | 10. Sigismondo I Jagellone | 20. Casimiro IV di Polonia        |  |  |       |  |  |                        |  |  |                         |  |
|                                    |                            | 10. Sigismondo I Jagellone | 21. Elisabetta d'Asburgo          |  |  |       |  |  |                        |  |  |                         |  |
| 5. Caterina Jagellona              |                            | 10. Sigismondo I Jagellone |                                   |  |  |       |  |  |                        |  |  |                         |  |
|                                    |                            | 11. Bona Sforza            | 22. Gian Galeazzo Maria Sforza    |  |  |       |  |  |                        |  |  |                         |  |
|                                    |                            | 11. Bona Sforza            | 22. Gian Galeazzo Maria Sforza    |  |  |       |  |  |                        |  |  |                         |  |
|                                    |                            | 11. Bona Sforza            | 23. Isabella d'Aragona            |  |  |       |  |  |                        |  |  |                         |  |
| 1. Giovanni II Casimiro di Polonia |                            | 11. Bona Sforza            |                                   |  |  |       |  |  |                        |  |  |                         |  |
|                                    | 12. Ferdinando I d'Asburgo | 24. Filippo I d'Asburgo    |                                   |  |  |       |  |  |                        |  |  |                         |  |
|                                    | 12. Ferdinando I d'Asburgo | 24. Filippo I d'Asburgo    |                                   |  |  |       |  |  |                        |  |  |                         |  |
|                                    | 12. Ferdinando I d'Asburgo | 25. Giovanna di Castiglia  |                                   |  |  |       |  |  |                        |  |  |                         |  |
| 6. Carlo II d'Austria              | 12. Ferdinando I d'Asburgo |                            |                                   |  |  |       |  |  |                        |  |  |                         |  |
|                                    |                            | 13. Anna Jagellone         | 26. Ladislao II di Boemia         |  |  |       |  |  |                        |  |  |                         |  |
|                                    |                            | 13. Anna Jagellone         | 26. Ladislao II di Boemia         |  |  |       |  |  |                        |  |  |                         |  |
|                                    |                            | 13. Anna Jagellone         | 27. Anna di Foix-Candale          |  |  |       |  |  |                        |  |  |                         |  |
| 3. Costanza d'Asburgo              |                            | 13. Anna Jagellone         |                                   |  |  |       |  |  |                        |  |  |                         |  |
|                                    |                            | 14. Alberto V di Baviera   | 28. Guglielmo IV di Baviera       |  |  |       |  |  |                        |  |  |                         |  |
|                                    |                            | 14. Alberto V di Baviera   | 28. Guglielmo IV di Baviera       |  |  |       |  |  |                        |  |  |                         |  |
|                                    |                            | 14. Alberto V di Baviera   | 29. Maria Giacomina di Baden      |  |  |       |  |  |                        |  |  |                         |  |
| 7. Maria Anna di Baviera           |                            | 14. Alberto V di Baviera   |                                   |  |  |       |  |  |                        |  |  |                         |  |
|                                    |                            | 15. Anna d'Asburgo         | 30. Ferdinando I d'Asburgo (= 12) |  |  |       |  |  |                        |  |  |                         |  |
|                                    |                            | 15. Anna d'Asburgo         | 30. Ferdinando I d'Asburgo (= 12) |  |  |       |  |  |                        |  |  |                         |  |
|                                    |                            | 15. Anna d'Asburgo         | 31. Anna Jagellone (= 13)         |  |  |       |  |  |                        |  |  |                         |  |
|                                    |                            | 15. Anna d'Asburgo         |                                   |  |  |       |  |  |                        |  |  |                         |  |